# San Sperate
San Sperate (en sard, Santu Sperau) és un municipi italià, situat a la regió de Sardenya i a la província de Sardenya del Sud. L'any 2004 tenia 6.982 habitants. Es troba a la regió de Campidano di Cagliari. Limita amb els municipis d'Assemini, Decimomannu, Monastir, Sestu i Villasor.

## Administració
| Període | Identitat      | Partit        |
| ------- | -------------- | ------------- |
| 2006-   | Antonio Paulis | Llista Cívica |